# Jan Socha

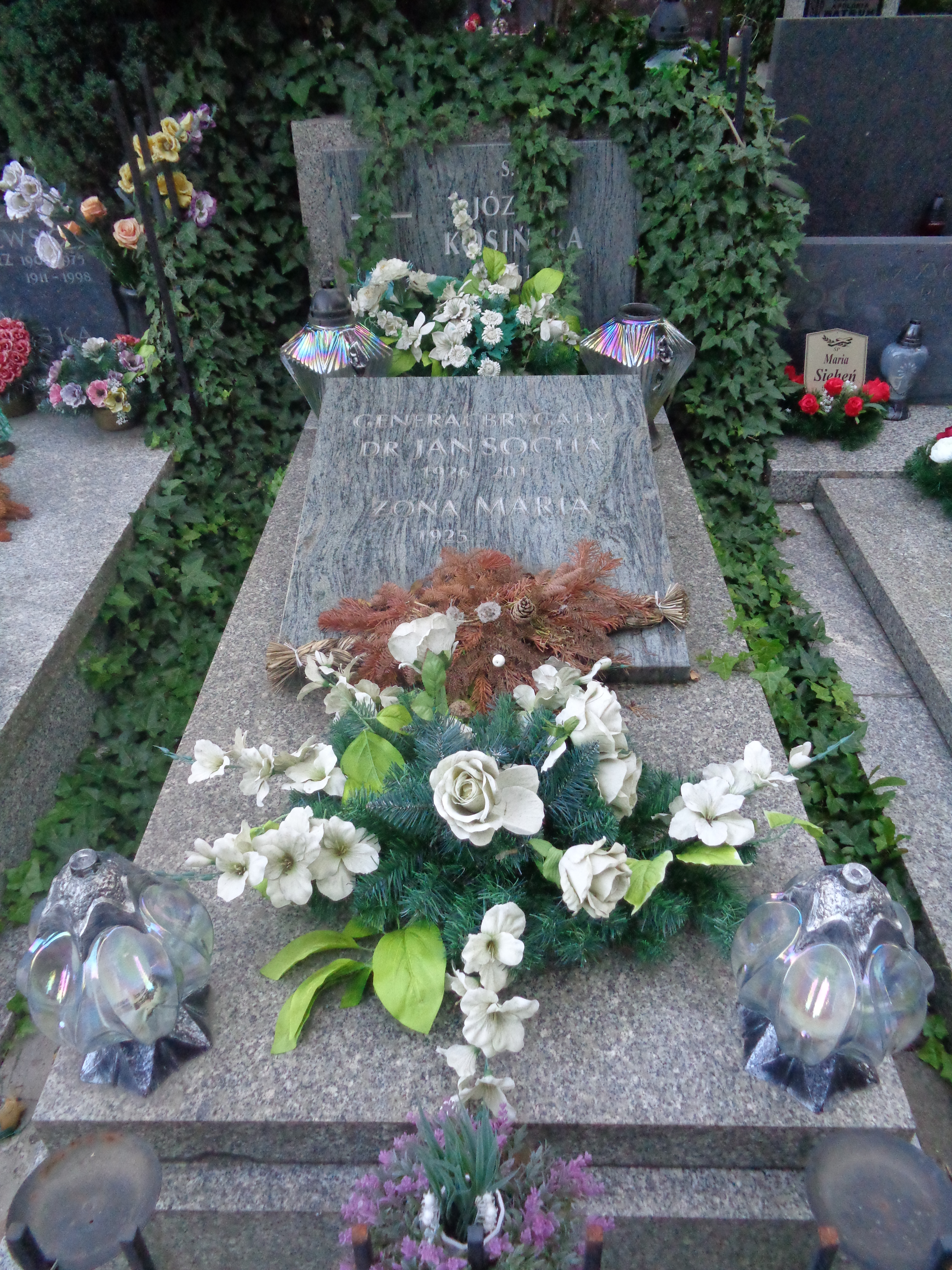
Grób Jana Sochy na Cmentarzu Wojskowym na Powązkach

Jan Socha (ur. 21 listopada 1926 w Sokolnikach, zm. 30 sierpnia 2017 w Warszawie) – doktor, generał brygady WP.

## Życiorys
Syn Michała i Agnieszki. Do 1939 skończył 6 klas szkoły podstawowej w Sokolnikach, a w latach 1939–1941 we Lwowie 7 i 8 klasę sowieckiej „dziesięciolatki”. Podczas okupacji w latach 1941-1944 był pomocnikiem murarskimw firmach budowlanych. 12 sierpnia 1944 wstąpił we Lwowie ochotniczo do ludowego WP. Żołnierz 33 Pułku Piechoty 7 Dywizji Piechoty 2 Armii WP. Przeszedł szlak bojowy tego pułku jako dowódca drużyny w plutonie zwiadu konnego. Brał udział w forsowaniu Nysy Łużyckiej i walkach pod Budziszynem oraz na terenie Czech - posiada honorowe obywatelstwo miasta Stetti. 
Od września 1945 był żołnierzem Wojsk Ochrony Pogranicza (50 Odcinka WOP w Żybocinie (obecnie Stronie Śląskie)). Od sierpnia 1946 był słuchaczem Oficerskiej Szkoły Piechoty nr 1 w Krakowie, od 1947 we Wrocławiu. W 1948 został podporucznikiem i zastępcą dowódcy kompanii szkolnej ds. polityczno-wychowawczych. Potem był wykładowcą, starszym wykładowcą i kierownikiem Cyklu Nauk Społecznych w tej szkole. W latach 1954–1957 studiował w Wyższym Wojskowym Instytucie Pedagogicznym ZSRR w Leningradzie, później służył w Zarządzie Politycznym Śląskiego Okręgu Wojskowego we Wrocławiu, gdzie był lektorem, szefem Oddziału Propagandy i zastępcą szefa Zarządu. W latach 1957–1970 studiował na Wydziale Prawa Uniwersytetu Wrocławskiego, na którym w 1961 został magistrem, a w 1970 doktorem. W latach 1969–1973 był szefem Zarządu Propagandy i Agitacji Głównego Zarządu Politycznego WP w Warszawie, potem zastępcą dowódcy Warszawskiego Okręgu Wojskowego ds. politycznych - szefem Zarządu Politycznego WOW. Jesienią 1974 mianowany przez Radę Państwa PRL generałem brygady. Nominację otrzymał z rąk przewodniczącego Rady Państwa prof. Henryka Jabłońskiego. W latach 1987–1990 był attaché wojskowym przy Ambasadzie PRL w Pradze. Po powrocie zakończył zawodową służbę wojskową i przeszedł w stan spoczynku. Mieszkał w Warszawie. Pochowany na cmentarzu Powązki Wojskowe w Warszawie (kwatera D29-1-9).

## Odznaczenia i wyróżnienia
- Order Sztandaru Pracy II klasy
- Krzyż Komandorski Orderu Odrodzenia Polski
- Krzyż Oficerski Orderu Odrodzenia Polski
- Krzyż Kawalerski Orderu Odrodzenia Polski
- Krzyż Walecznych (1945)
- Medal za Odrę, Nysę, Bałtyk
- Medal Zwycięstwa i Wolności 1945
- Złoty Medal „Siły Zbrojne w Służbie Ojczyzny”
- Srebrny Medal Siły Zbrojne w Służbie Ojczyzny
- Brązowy Medal Siły Zbrojne w Służbie Ojczyzny
- Złoty Medal „Za zasługi dla obronności kraju”
- Srebrny Medal „Za zasługi dla obronności kraju”
- Brązowy Medal „Za zasługi dla obronności kraju”
- Medal Komisji Edukacji Narodowej (1974)[4]
- Medal im. Ludwika Waryńskiego (1987)[5]
- Złote odznaczenie im. Janka Krasickiego (1969)[6]
- Odznaka „Zasłużony Działacz SZMW”
- Medal 100 lat ruchu robotniczego w Polsce (1982)[7]
- Złota odznaka honorowa „Za Zasługi dla Warszawy” (1977)[8]
- Odznaka „Za zasługi dla województwa tarnobrzeskiego” (1986)[9]
- Medal pamiątkowy „Za zasługi dla Warszawskiego Okręgu Wojskowego”
- Honorowe Obywatelstwo miasta Štětí (Czechosłowacja, 1988)[10]
- Order Czerwonego Sztandaru (Czechosłowacja, 1970)[11]
- Medal za Odwagę (Czechosłowacja)
- Order Wojny Ojczyźnianej II klasy (ZSRR)